# Taugon
Taugon település Franciaországban, Charente-Maritime megyében. Lakosainak száma 772 fő (2022. január 1.). Taugon La Ronde, Saint-Cyr-du-Doret, Saint-Jean-de-Liversay, Maillé és Vix községekkel határos.

## Népesség
A település népessége az elmúlt években az alábbi módon változott:
| Lakosok száma | 682  | 674  | 610  | 650  | 814  | 800  | 791  | 784  | 779  | 772  |
|               | 1968 | 1982 | 1990 | 2006 | 2013 | 2015 | 2017 | 2019 | 2020 | 2022 |